# Pierangelo Bincoletto
Pierangelo Bincoletto (Oderzo, 14 marzo 1959) è un ex pistard e ciclista su strada italiano.

## Carriera
Nato nel 1959 a Oderzo, in provincia di Treviso, dopo il matrimonio con Marisa, sorella del ciclista Patrick Clerc, professionista dal 1981 al 1996, si è stabilito in Francia, a Grenoble, dove ha aperto un ristorante all'interno del centro commerciale Grand'Place.
Nel 1977, a 18 anni, è stato medaglia di bronzo ai Mondiali juniors su strada di Vienna, nella cronosquadre 75 km insieme a Daniele Caroli, Walter Pettinati e Maurizio Reali, a 1'41" dalla Germania Est vincitrice e dietro anche all'Unione Sovietica. Nella stessa competizione è arrivato 10º nella corsa in linea, mentre l'anno successivo 7º nella corsa in linea ai Mondiali militari su strada in Libia.
Da dilettante su strada ha conquistato, tra le altre, La Popolarissima, il Piccolo Giro di Lombardia e due tappe al Giro della Valle d'Aosta nel 1978 con la S.C. La Nuova Baggio - San Siro, e l'anno successivo, con la stessa squadra, la Milano-Busseto e il cronoprologo a squadre dello stesso Giro della Valle d'Aosta.
Su pista, nel 1979, è stato campione italiano Dilettanti nella corsa a punti e nell'inseguimento a squadre con Moreno Argentin e Maurizio Bidinost e ha preso parte al Mondiale di Amsterdam 1979, vincendo il bronzo nell'inseguimento a squadre Dilettanti insieme a Maurizio Bidinost, Sandro Callari e Silvestro Milani (dietro a Germania Est e Unione Sovietica), e l'argento nella corsa a punti Dilettanti (dietro al cecoslovacco Igor Sláma). A Besançon 1980 si è invece piazzato 7º nella corsa a punti dilettanti.
A 21 anni ha partecipato ai Giochi olimpici di Mosca 1980, su pista, terminando 7º nell'inseguimento individuale, dopo essere arrivato 6º nelle qualificazioni in 4'43"65 ed essere stato eliminato ai quarti di finale dal francese Alain Bondue, poi argento, e 4º nell'inseguimento a squadre con Guido Bontempi, Ivano Maffei e Silvestro Milani, dopo aver passato le qualificazioni con il 3º posto con il tempo di 4'18"85, aver eliminato la Francia ai quarti di finale ed essere stato battuto sia dalla Germania Est, poi argento, in semifinale, sia dalla Cecoslovacchia nella finalina per il bronzo.
Ad ottobre dello stesso 1980 è passato professionista con la San Giacomo, trasferendosi l'anno successivo alla Sammontana, con la quale ha preso parte per la prima volta al Giro d'Italia e alla Milano-Sanremo nel 1981, chiudendo rispettivamente 56º e 26º, suoi due migliori piazzamenti in carriera in queste due corse.
Nel 1982 è stato campione italiano a punti tra i professionisti su pista, e, sempre su pista, è arrivato in nazionale maggiore, partecipando ai Mondiali di Leicester 1982, arrivando 6º nella corsa a punti e 7º nell'inseguimento. Su strada ottenne il secondo posto alla Sassari-Cagliari.
L'anno successivo ha esordito al Tour de France, ritirandosi alla 17ª tappa, mentre nel 1984 si è piazzato 4º ai Mondiali su pista di Barcellona, nella corsa a punti, suo miglior risultato iridato, e ha ottenuto l'unica vittoria da professionista su strada, la 3ª tappa del Giro del Trentino.
128º al Tour de France 1986, e partecipante ad altri sei Giri d'Italia (quattro portati a termine) e quattro Milano-Sanremo fino al 1989, da lì al termine della carriera si è concentrato principalmente sulla pista, con la partecipazione ad un altro Mondiale, Stoccarda 1991 (15º nella corsa a punti), e con i successi nelle Sei giorni, due a Zurigo con Adriano Baffi e a Grenoble con il francese Gilbert Duclos-Lassalle, uno a Rotterdam con l'australiano Danny Clark nel 1987, uno a Stoccarda nel 1992 con lo stesso Clark, uno a Bordeaux nel 1989 con il francese Laurent Biondi e l'ultimo a Bologna nel 1994, ancora con Adriano Baffi. Nel 1990, inoltre ha vinto la gara di madison valida come campionato europeo, insieme al danese Jens Veggerby.
Ha chiuso la carriera nel 1996, a 37 anni, dopo aver cambiato molte maglie: dopo gli inizi con San Giacomo e Sammontana (due anni), la Metauro Mobili/Vini Ricordi per tre anni, con la quale ha conquistato l'unica vittoria da professionista su strada, la Malvor un anno, i francesi della R.M.O. (un anno) e della Toshiba (due anni), la Diana/Colnago/Lampre tre anni, la Mercatone Uno (un anno), Cosmos e ZG Mobili entrambe nel 1994, per chiudere con la Sidi un anno e con i francesi dell'Agrigel nell'ultimo anno di carriera.

## Palmarès

### Strada
- 1978 (dilettanti)

La Popolarissima
Piccolo Giro di Lombardia
1ª tappa Giro della Valle d'Aosta (Saint-Vincent > Verrès)
3ª tappa Giro della Valle d'Aosta (La Thuile > Saint-Nicolas)
- 1979 (dilettanti)

Milano-Busseto
Etoile du Sud
Giro del Medio Po
Novi Ligure-Castellania
- 1984 (Metauro Mobili, una vittoria)

3ª tappa Giro del Trentino (Tione di Trento > Trento)

#### Altri successi
- 1979 (dilettanti)

Prologo Giro della Valle d'Aosta (Saint-Vincent, cronosquadre)
Classifica a squadre Etoile du Sud

### Pista
- 1979 (una vittoria)

Campionati italiani, Inseguimento a squadre Dilettanti (con Moreno Argentin e Maurizio Bidinost)
Campionati italiani, A punti Dilettanti
- 1982 (una vittoria)

Campionati italiani, A punti
- 1987 (una vittoria)

Sei giorni di Rotterdam (con Danny Clark)
- 1989 (due vittorie)

Sei giorni di Zurigo (con Adriano Baffi)
Sei giorni di Bordeaux (con Laurent Biondi)
- 1990 (due vittorie)

Sei giorni di Zurigo (con Adriano Baffi)
Campionati europei, Madison (con Jens Veggerby)
- 1992 (due vittorie)

Sei giorni di Stoccarda (con Danny Clark)
Sei giorni di Grenoble (con Gilbert Duclos-Lassalle)
- 1993 (una vittoria)

Sei giorni di Grenoble (con Gilbert Duclos-Lassalle)
- 1994 (una vittoria)

Sei giorni di Bologna (con Adriano Baffi)

## Piazzamenti

### Strada

#### Grandi Giri
- Giro d'Italia

1981: 56º
1982: ritirato
1983: 104º
1984: 66º
1985: ritirato
1986: 75º
1988: 101º
- Tour de France

1983: ritirato (17ª tappa)
1986: 128º

#### Classiche monumento
- Milano-Sanremo

1981: 26º
1983: 92º
1985: 53º
1987: 79º
1989: 103º

#### Competizioni mondiali
- Campionati del mondo

Vienna 1977 - Cronometro a squadre Juniors: 3º
Vienna 1977 - In linea Juniors: 10º
- Campionati mondiali militari

Libia 1978 - In linea: 7º

### Pista

#### Competizioni mondiali
- Campionati del mondo

Amsterdam 1979 - Inseguimento a squadre Dilettanti: 3º
Amsterdam 1979 - A punti Dilettanti: 2º
Besançon 1980 - A punti Dilettanti: 7º
Leicester 1982 - A punti: 6º
Leicester 1982 - Inseguimento: 7º
Barcellona 1984 - A punti: 4º
Stoccarda 1991 - A punti: 15º
- Giochi olimpici

Mosca 1980 - Inseguimento individuale: 7º
Mosca 1980 - Inseguimento a squadre: 4º